# Ernst Finkenstaedt
Karl Heinrich Philipp Ernst Finkenstaedt (* 7. Juli 1861 in Osnabrück; † 18. Februar 1935 in Osnabrück) war ein deutscher Jurist und Politiker.

## Leben
Als Sohn eines Textilkaufmanns geboren, studierte Finkenstaedt nach dem Besuch des Ratsgymnasiums Osnabrück Rechtswissenschaften in Jena. Während seines Studiums wurde er 1880 Mitglied der Burschenschaft Arminia auf dem Burgkeller. Nach seinem Studium war er Gerichtsassessor in Bentheim und Berlin und ab 1889 Rechtsanwalt und Notar in Osnabrück. 1898 kam er in den Aufsichtsrat der Osnabrücker Kupfer- und Drahtwerke, dessen Vorsitz er lange Zeit innehatte. 1900 erfolgte seine Wahl in das Osnabrücker Stadtparlament. Er war unter anderem von 1905 bis 1933 Worthalter des Bürgervorsteherkollegiums. 1908 wurde er zum Justizrat ernannt. 1910 wurde er Abgeordneter im Provinziallandtag der Provinz Hannover. Er gab das Mandat am 1. September 1919 zurück. Nachrücker wurde Theodor Schweigmann. Er war Mitgründer der Vereinigung Alter Burschenschafter in Osnabrück und gehörte der dortigen Freimaurerloge Zum goldenen Rade an.